# Rezerwat przyrody Rzeka Przyłężek
Rzeka Przyłężek – faunistyczny rezerwat przyrody w województwie lubuskim, w powiecie gorzowskim, w gminie Kłodawa.
Leży w granicach Gorzowskiego Parku Krajobrazowego oraz dwóch obszarów sieci Natura 2000: obszaru specjalnej ochrony ptaków „Puszcza Barlinecka” PLB080001 oraz specjalnego obszaru ochrony siedlisk „Ostoja Barlinecka” PLH080071.
Rezerwat zajmuje powierzchnię 35,02 ha (akt powołujący podawał 35,08 ha). Jego obszar objęty jest ochroną ścisłą.
Celem ochrony jest zachowanie ze względów naukowych, dydaktycznych i krajobrazowych fragmentu rzeki Przyłężek, nadbrzeżnych skarp i otaczających rzekę drzewostanów, tworzących układ przyrodniczy, będący doskonałym siedliskiem dla występujących w rzece ryb łososiowatych.

## Podstawa prawna

### Akt prawny powołujący rezerwat
- Zarządzenie Ministra Ochrony Środowiska, Zasobów Naturalnych i Leśnictwa z dnia 11 grudnia 1995 r. w sprawie uznania za rezerwat przyrody (M.P. z 1996 r. nr 5, poz. 57)

### Inne akty prawne
- Obwieszczenie Wojewody Lubuskiego z dnia 16 stycznia 2002 r. w sprawie ustalenia wykazu rezerwatów przyrody utworzonych do dnia 31 grudnia 1998 r. (Dz. Urz. Województwa Lubuskiego Nr 12, poz. 144)[3]
- Zarządzenie Nr 60 Regionalnego Dyrektora Ochrony Środowiska w Gorzowie Wielkopolskim z dnia 5 grudnia 2011 r. w sprawie rezerwatu przyrody „Rzeka Przyłężek” (Dz. Urz. Województwa Lubuskiego Nr 139, poz. 2900)

## Obszar rezerwatu
W skład rezerwatu wchodzi obszar położony w granicach administracyjnych powiatu gorzowskiego, gm. Kłodawa o powierzchni 35,02 ha w tym:
- obręb ewidencyjny m. Santoczno 26,05 ha (dz. nr 455 – 3,16 ha, dz. nr 458 – 6,87 ha, dz. nr 465 – 12,59 ha, dz. nr 468 – 2,24 ha, dz. nr 424 – 1,19 ha) w zarządzie Nadleśnictwa Kłodawa,
- obręb ewidencyjny m. Zdroisko 8,97 ha (dz. nr 434 – 0,67 ha, dz. nr 400 – 8,30 ha) w zarządzie Nadleśnictwa Kłodawa i Nadleśnictwa Strzelce Krajeńskie[4].

## Opis rezerwatu
Rezerwat obejmuje około trzykilometrowy odcinek wąskiej doliny rzeki Przyłężek wraz z nadbrzeżnymi skarpami, które porastają lasy liściaste  reprezentujące zespół żyznej buczyny niżowej i olsy. Drzewostany stanowią 93,7% powierzchni rezerwatu, dominuje buk i olsza czarna z domieszką sosny i brzozy. W warstwie krzewów występuje: porzeczka czarna, trzmielina zwyczajna, kalina, leszczyna, wierzba. W czystych wodach rzeki żyje m.in. pstrąg potokowy i głowacz białopłetwy.